# Estrella variable irregular
Una estrella variable irregular és un tipus d'estrella variable en la qual les variacions de claror no mostren una periodicitat regular. Hi ha dos subtipus d'estrelles variables irregulars: variables irregulars eruptives i variables irregulars polsants.

## Estrelles variables irregulars eruptives
Les variables irregulars eruptives es divideixen en tres categories: 
- El grup I es divideix en dos subgrups: IA (dels tipus espectrals O a l'A) i IB (dels tipus espectrals F al fins a M).
- Variables Orió. Les anomenades variables IN (nebuloses irregulars), oriündes de les regions on es formen estrelles, poden variar moltes magnituds amb canvis ràpids des de més d'1 magnitud, en un període des d'1 fins a 10 dies; també es divideixen, segons el seu tipus espectral, en subgrups INA i INB, però amb l'addició d'un altre subgrup, INT, de l'estrella T Tauri, o INT(YY) a causa de l'estrella YY Orionis.
- La tercera categoria d'irregulars eruptives són les estrelles IS, que mostren unes ràpides variacions des de 0,5 a 1 magnitud en poques hores o dies; aquestes també es divideixen en els subgrups ISA i ISB.

## Estrelles variables irregulars polsants
Les gegants o supergegants irregulars polsants, totes dels darrers tipus espectrals (K, M, C o S), es classifiquen en L-LB les gegants, i LC les supergegants. Pel fet que moltes d'aquestes són variables semiregulars, aquesta simplicitat necessita més estudi, i roman poc clara.